# Bataille de Tallushatchee
Guerre Creek
Batailles
Guerre Creek :
- Burnt Corn
- Fort Mims
- Bashi Skirmish (en)
- Tallushatchee
- Talladega
- Canoe Fight (en)
- Autossee
- Holy Ground
- Calebee Creek
- Emuckfaw et Enotachopo Creek (en)
- Horseshoe Bend

La bataille (massacre) de Tallushatchee est une bataille de la guerre Creek qui a eu lieu le 3 novembre 1813 en Alabama. Elle a opposé les Red Sticks Creeks aux dragons américains. 

## Contexte
Après le massacre de Fort Mims, le général Andrew Jackson a rassemblé une armée de 2 500 miliciens du Tennessee. Jackson a commencé en marchant sur le Territoire du Mississippi pour lutter contre les Red Sticks Creeks. Les troupes de Jackson ont entrepris la construction de Fort Strother le long de la rivière Coosa. Le village creek de Tallushatchee, à 25 kilomètres du fort, accueille une force importante de guerriers Red Sticks. Jackson a ordonné à son ami et subordonné le plus fiable, le général John Coffee, d'attaquer le village.

## Bataille
Le général John Coffee avec environ 900 dragons, arrive au village le 3 novembre et il divise sa brigade en deux colonnes, qui encerclent la ville. Deux compagnies s'aventurent dans le centre du cercle pour piéger les guerriers. Le piège fonctionne, les guerriers attaquent et sont forcés de se replier dans les bâtiments du village. John Coffee referme alors le cercle sur les guerriers piégés. Davy Crockett, servant dans la milice du Tennessee, a commenté, « Nous les avons tué comme des chiens. » Les forces de Coffee ont tué 186 guerriers et blessé de nombreux autres tout en souffrant seulement de 5 morts et 41 blessés.
Cette bataille fut la première bataille dans la campagne militaire du général Andrew Jackson. Une semaine plus tard, le général Jackson a infligé une défaite sérieuse aux Red Sticks à la bataille de Talladega.

## Dans la culture populaire
- Dans le film Alamo la bataille est mentionné par David Crockett.
- Une bataille similaire à la bataille de Tallushatchee est montrée dans le film de Walt Disney Davy Crockett, roi des trappeurs.